# Trebenishte

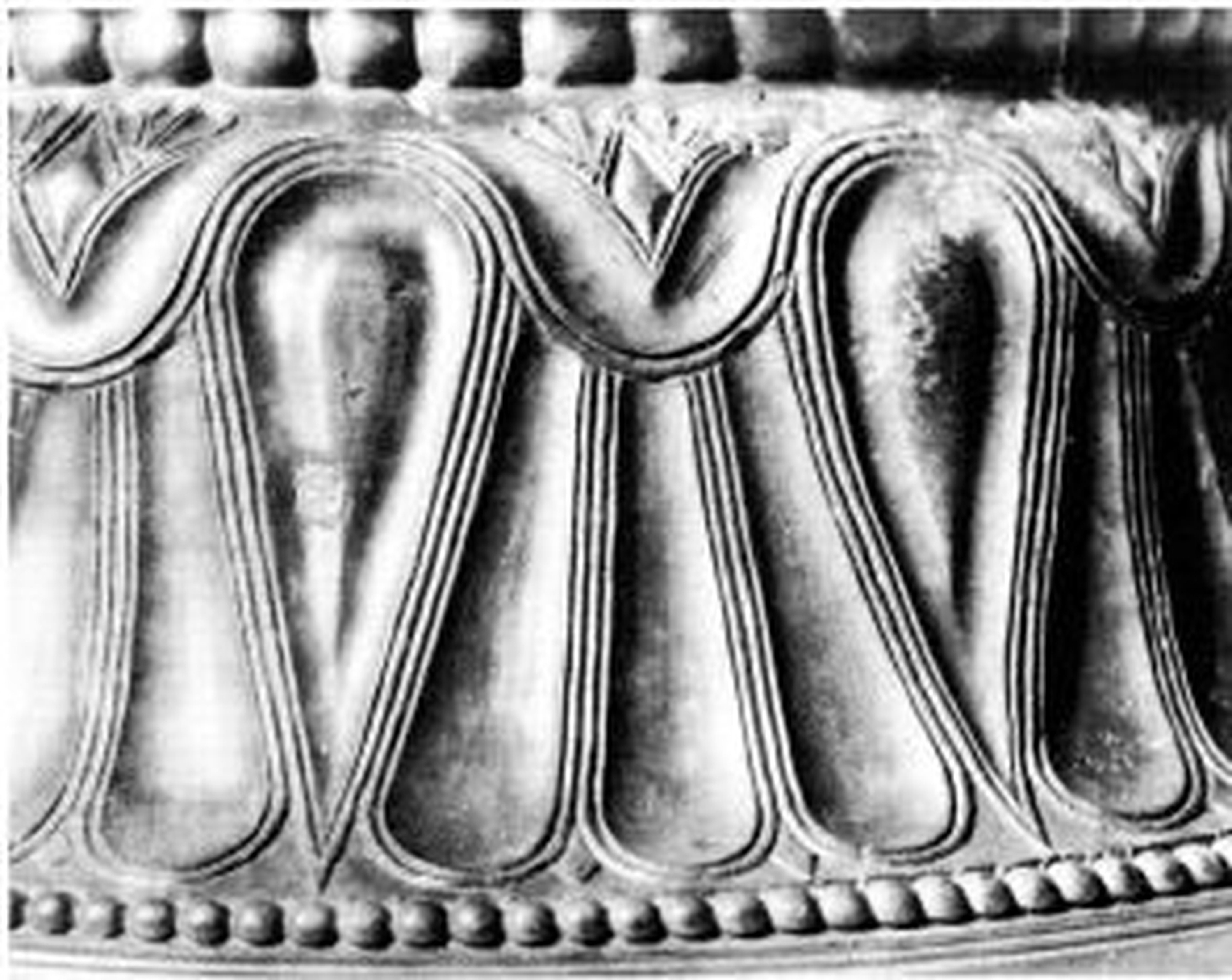
Artefact de Trebeništa

Trebenishte ou Trebeništa (macédonien : Требеништа) est une ancienne nécropole située en Macédoine du Nord datant de l'Âge du fer autour du VIIe siècle av. J.-C. Le site est situé près de la ville d'Ohrid. On pense que la nécropole a été utilisée par les habitants de l'ancienne ville de Lychnidos.

## Découverte
Trebenishte a été découverte en 1918 par des soldats bulgares. Le gouvernement délègue l'archéologue Karel Škorpil pour organiser des fouilles et Bogdan Filov a étudié les artefacts. Un grand nombre de tombes, cinq masques en or des boucles d'oreilles en fer et des plaques ont été retrouvés. Ces découvertes sont conservées dans les musées archéologiques d'Ohrid, de Sofia et de Belgrade . 

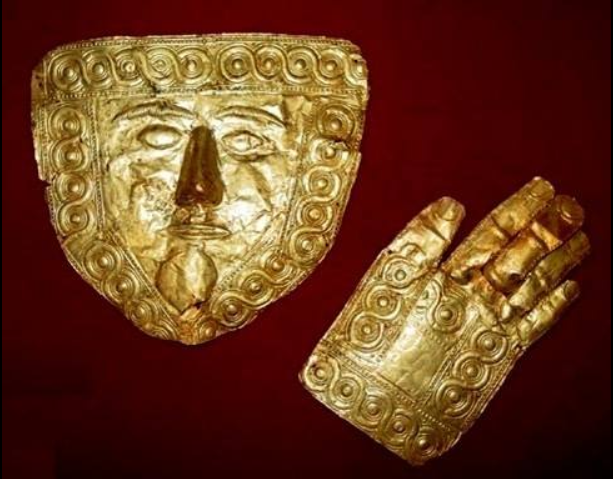
Trésor archéologique de Trebenishte, Ohrid. (R. Macédoine). Les objets ont été découverts en 1918 par des soldats bulgares lors du traçage d' une route.

Un passage de l'historien grec Strabon suggère que les Peresadyes et la tribu illyrienne des Enchelei se sont rendus dans la région d'Ohrid pour créer un nouvel État. Si cette information est correcte, le cimetière royal situé dans la nécropole est celui des Peresadyes.
Un masque en or de Trebeništa est représenté à l'avers du billet de 500 du Denar macédonien émis en 1996 et en 2003.